# Le Dément du lac Jean-Jeunes
 (juillet 2020).
Si vous disposez d'ouvrages ou d'articles de référence ou si vous connaissez des sites web de qualité traitant du thème abordé ici, merci de compléter l'article en donnant les références utiles à sa vérifiabilité et en les liant à la section « Notes et références ».

Le Dément du lac Jean-Jeunes est le premier film de Claude Jutra produit en 1948.

## Synopsis
Un dément tient séquestré un jeune enfant. Une troupe de scouts viendront libérer l'enfant.

## Fiche technique
- Réalisation, scénario et montage : Claude Jutra
- Format : 16 mm
- Durée : 39 minutes